# Anja Hagenauer

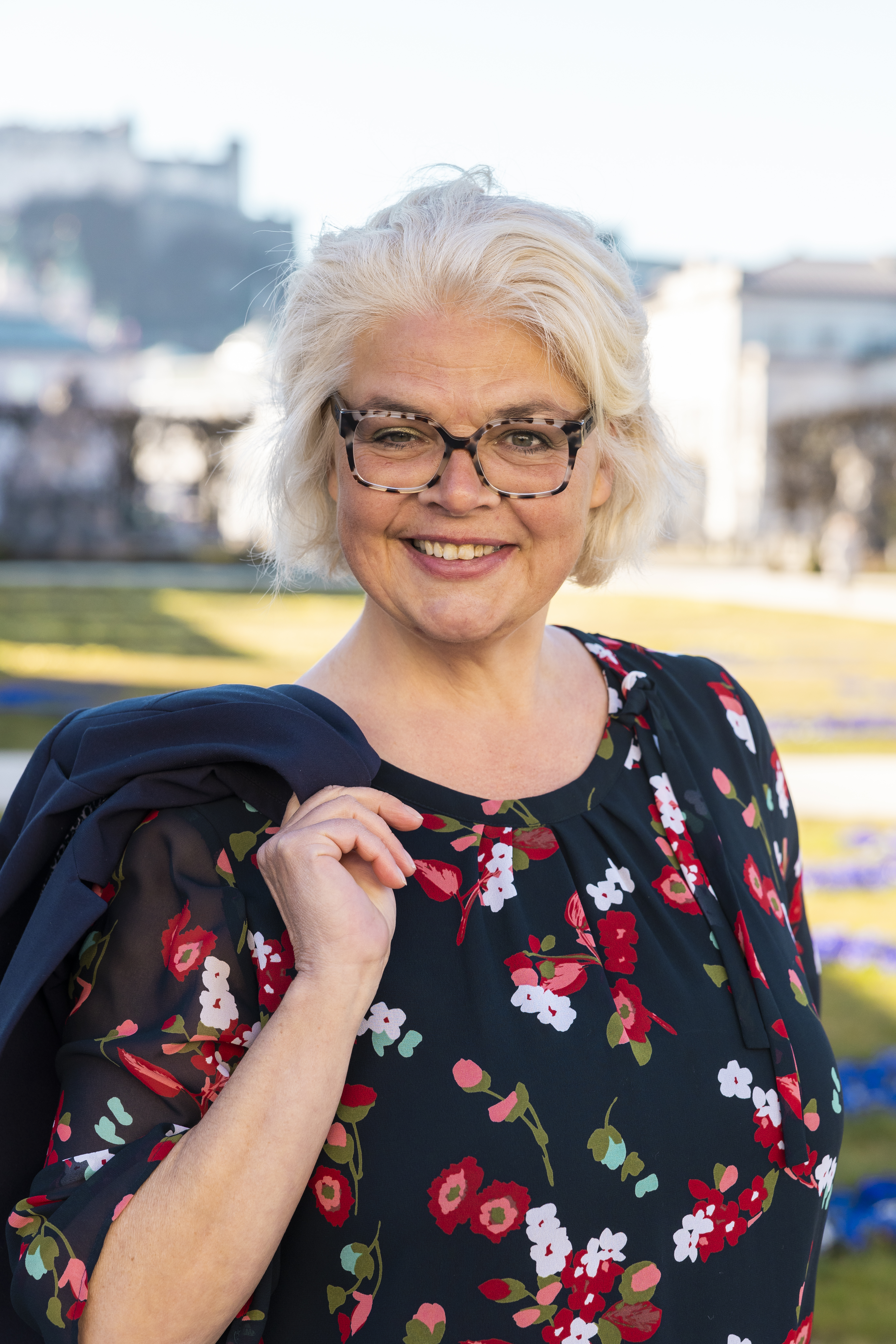
Anja Hagenauer (2022)

Anja Hagenauer (* 30. Mai 1969 in Braunau am Inn) ist eine österreichische Politikerin (SPÖ) und war von 2009 bis 2013 Abgeordnete zum Salzburger Landtag. 

## Leben
Anja Hagenauer wurde in Braunau geboren und wuchs in Neukirchen an der Enknach auf. Nach der Volksschule besuchte sie das Gymnasium in Braunau am Inn. Anschließend studierte sie Germanistik und Geschichte an der Universität Salzburg und schloss ihr Studium 1996 ab. Hagenauer ist Expertin in Fragen der Integration, Zuwanderung und Diversität.
Von 2014 bis 2019 war Hagenauer Bürgermeister-Stellvertreterin der Stadt Salzburg. Im Stadtratskollegium 2019–2024 bekleidet sie die Position einer Stadträtin mit den Zuständigkeiten Soziales und Liegenschaftsverwaltung. Ende Mai 2023 gab sie ihren Rücktritt als Salzburger Stadträtin mit 5. Juli 2023 aus gesundheitlichen Gründen bekannt, Nachfolgerin wurde die bisherige Klubvorsitzende Andrea Brandner.

## Auszeichnungen
- 2024: Großes Verdienstzeichen des Landes Salzburg[9]